# Mîhîrînți, Teofipol
Mîhîrînți (în ucraineană Михиринці) este localitatea de reședință a comunei Mîhîrînți din raionul Teofipol, regiunea Hmelnîțkîi, Ucraina.

## Demografie
Componența lingvistică a localității Mîhîrînți
     Ucraineană (99,21%)
     Alte limbi (0,79%)
Conform recensământului din 2001, majoritatea populației localității Mîhîrînți era vorbitoare de ucraineană (99,21%), existând în minoritate și vorbitori de alte limbi.